# Onthophagus foliaceus
Onthophagus foliaceus är en skalbaggsart som beskrevs av Lansberge 1886. Onthophagus foliaceus ingår i släktet Onthophagus och familjen bladhorningar. Inga underarter finns listade i Catalogue of Life.